# Chūō (Osaka)
Chūō (jap. 中央区 Chūō-ku; dosł. dzielnica centralna) – jedna z 24 dzielnic Osaki, stolicy prefektury Osaka. Dzielnica została założona 13 lutego 1989 roku w wyniku połączenia dzielnic Higashi (jap. 東区 Higashi-ku) i Minami (jap. 南区 Minami-ku). Położona w środkowej części miasta. Graniczy z dzielnicami Miyakojima, Nishi, Tennōji, Naniwa, Higashinari, Jōtō oraz Kita.